# Johann Andreas Wagner
Pour les articles homonymes, voir Johann Wagner et Wagner.
Johann Andreas Wagner est un paléontologue, un zoologiste et un archéologue allemand, né en 1797 à Nuremberg et mort en 1861.
Il enseigne à l’université de Munich et est conservateur de la Zoologische Staatssammlung (ou collection zoologique d’État). Il est notamment l’auteur de Die Geographische Verbreitung der Säugethiere Dargestellt (1844-1846).

## Liste partielle des publications
- Testacea fluviatilia quae in itinere per Brasiliam 1817-1820 ... collegit et pingenda curavit J.B.Spix, ediderunt F.a.Paula de Schrank et C.F.P. de Martius. - Monachii, Wolf [München, Wolf] 1827.
- Neues systematisches Conchylien-Cabinet. Nürnberg 1829 avec Gotthilf Heinrich von Schubert (1780-1860).
- Handbuch der Naturgeschichte, 1830
- Die Säugthiere in Abbildungen nach der Natur mit Beschreibungen. Erlangen 1836-1855.
- Beiträge zur Kenntniss der warmblütigen Wirbelthiere Amerika’s. München 1837
- Beschreibung eines neuentdeckten Ornithocephalus nebst allgemeinen Bemerkungen über die Organisation dieser Gattung. München 1837.
- Fossile Überreste von einem Affen und einigen andern Säugthieren aus Griechenland. München 1840
- Geschichte der Urwelt, mit besonderer Berücksichtigung der Menschenrassen und des mosaischen Schöpfüngsberichtes. Leipzig 1845
- Abweisung der von ... H. Burmeister zu Gunsten des geologisch-vulkanistischen Fortschrittes und zu Ungunsten der mosaischen Schöpfungsurkunden vorgebrachten Behauptungen ... Ein Nachtrag zu meiner Geschichte der Urwelt. Leipzig 1845
- Naturwissenschaft und Bibel im Gegensatze zu dem Köhlerglauben des Herrn C. Vogt, etc. Stuttgart 1855
- Beiträge zur Kenntniss der in den lithographischen Schiefern abgelagerten urweltlichen Fische. München 1861